# 大谷加代子
大谷 加代子（おおたに かよこ、旧姓：熊沢、1963年〈昭和38年〉 - ）は、神奈川県横浜市出身の元アマチュアバドミントン選手。
夫は元社会人野球選手の大谷徹、長男はアマチュア野球選手の大谷龍太、二男はプロ野球選手の大谷翔平。

## 来歴
小学5年生の時に自宅近くのクラブチームでバドミントンを始め、中学時代はバドミントン部に所属。3年時、神奈川県代表のメンバーに選ばれ、全国大会へ出場、団体女子の部で準優勝した。またバルセロナ五輪出場経験のある陣内貴美子とも何度か対戦したことがある。
強豪校である神奈川県立横浜立野高等学校でバドミントンをプレイした。高校卒業後は三菱重工横浜に就職する。1983年、国際大会・ヨネックスカップジャパンオープンに神奈川県代表として出場。
1986年の冬に同社野球部の大谷徹と結婚。以降は社業に専念していたが、第2子である長女出産後の1993年7月に夫の転職により岩手県水沢市（現：奥州市）に移り住む。1994年に二男・翔平を出産。